# 派恩村 (印地安納州)
派恩村（英語：Pine Village）是一個位於美國印地安納州沃倫縣的城鎮。

## 人口
根據2010年美國人口普查的數據，派恩村的面積為0.31平方千米，當中陸地面積為0.31平方千米，而水域面積為0.00平方千米。當地共有人口217人，而人口密度為每平方千米700人。